# Puppe

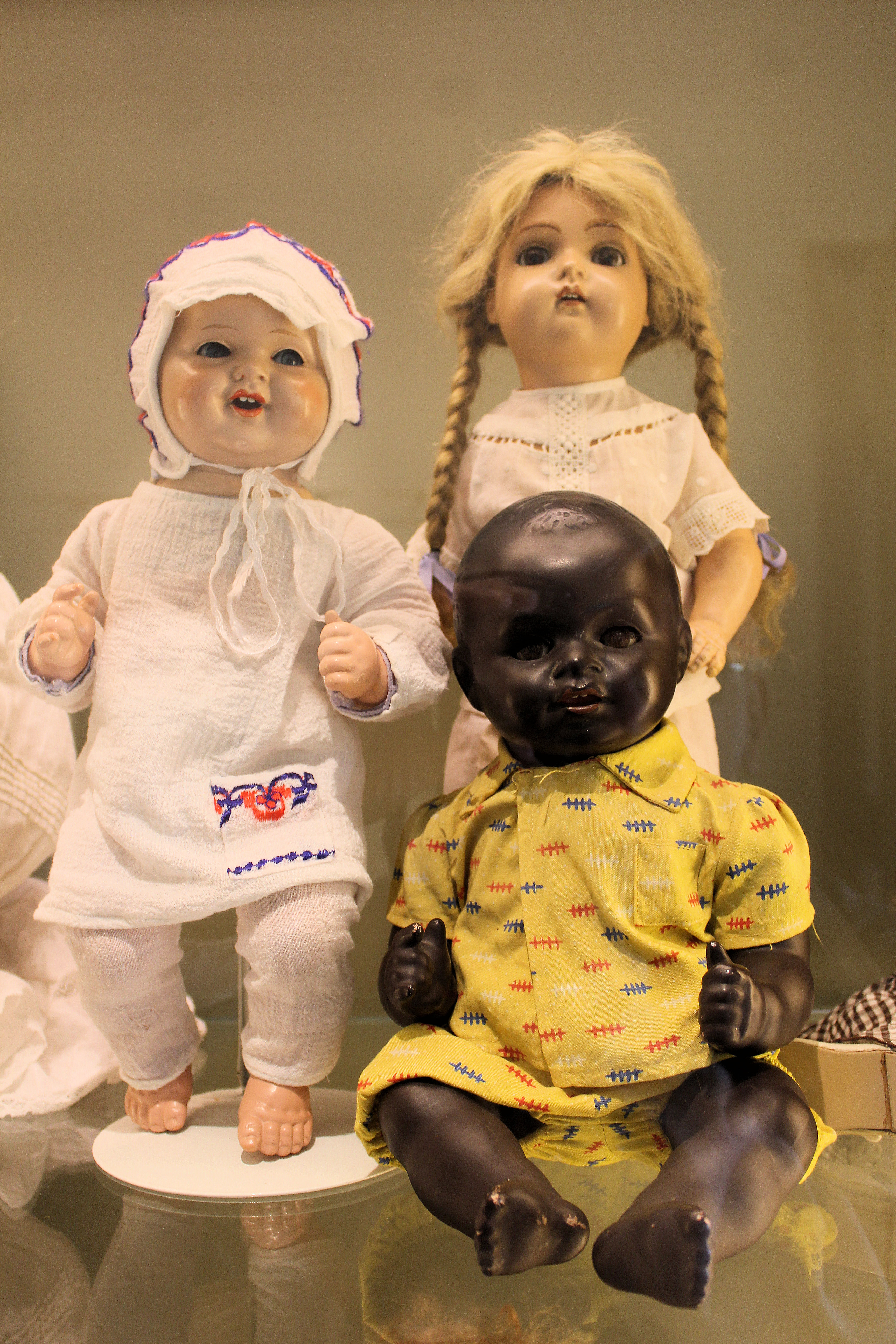
Puppen im Museum Schloss Frohburg

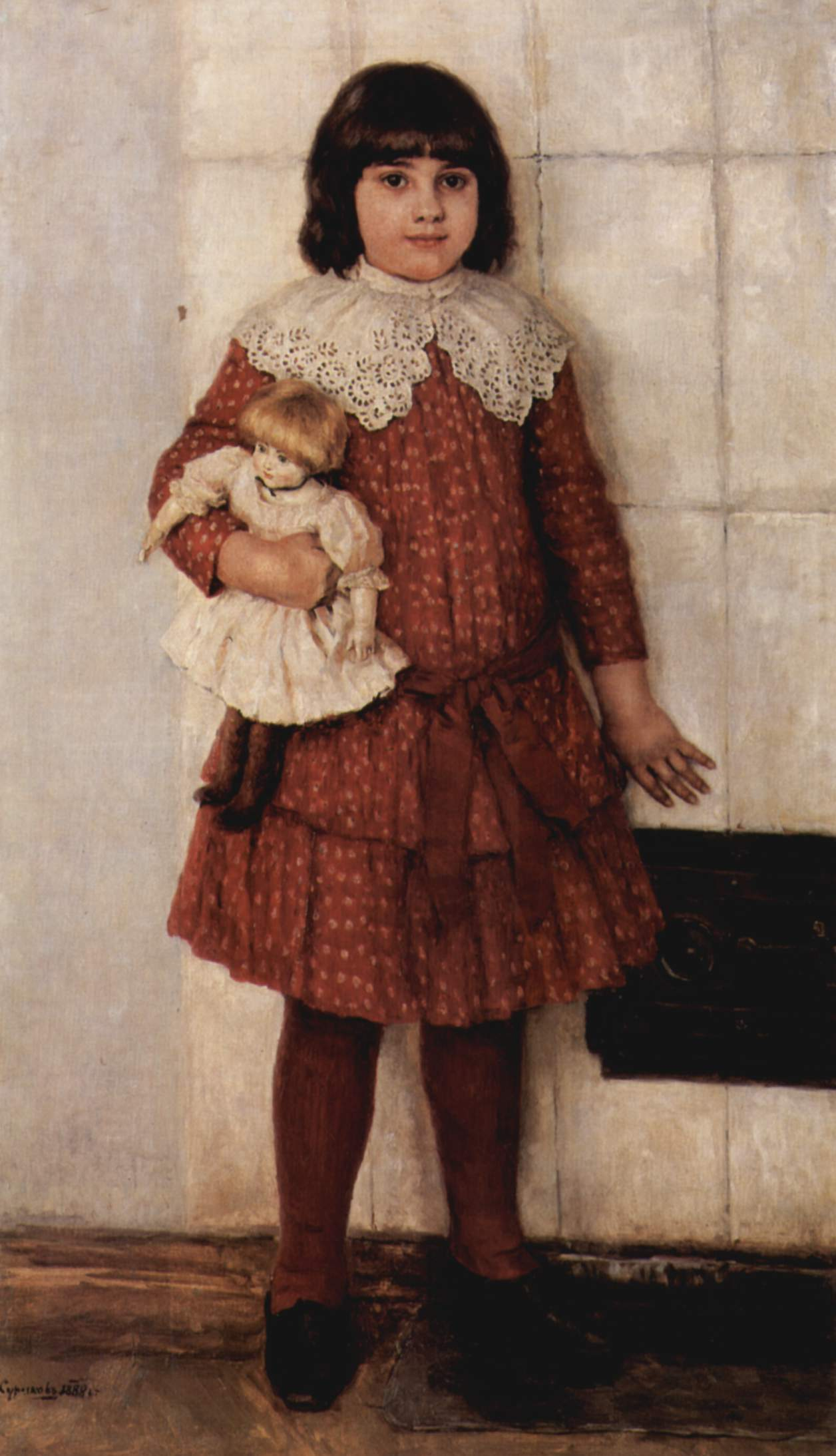
Mädchen mit Puppe um 1888 (Gemälde von Wassili Iwanowitsch Surikow)

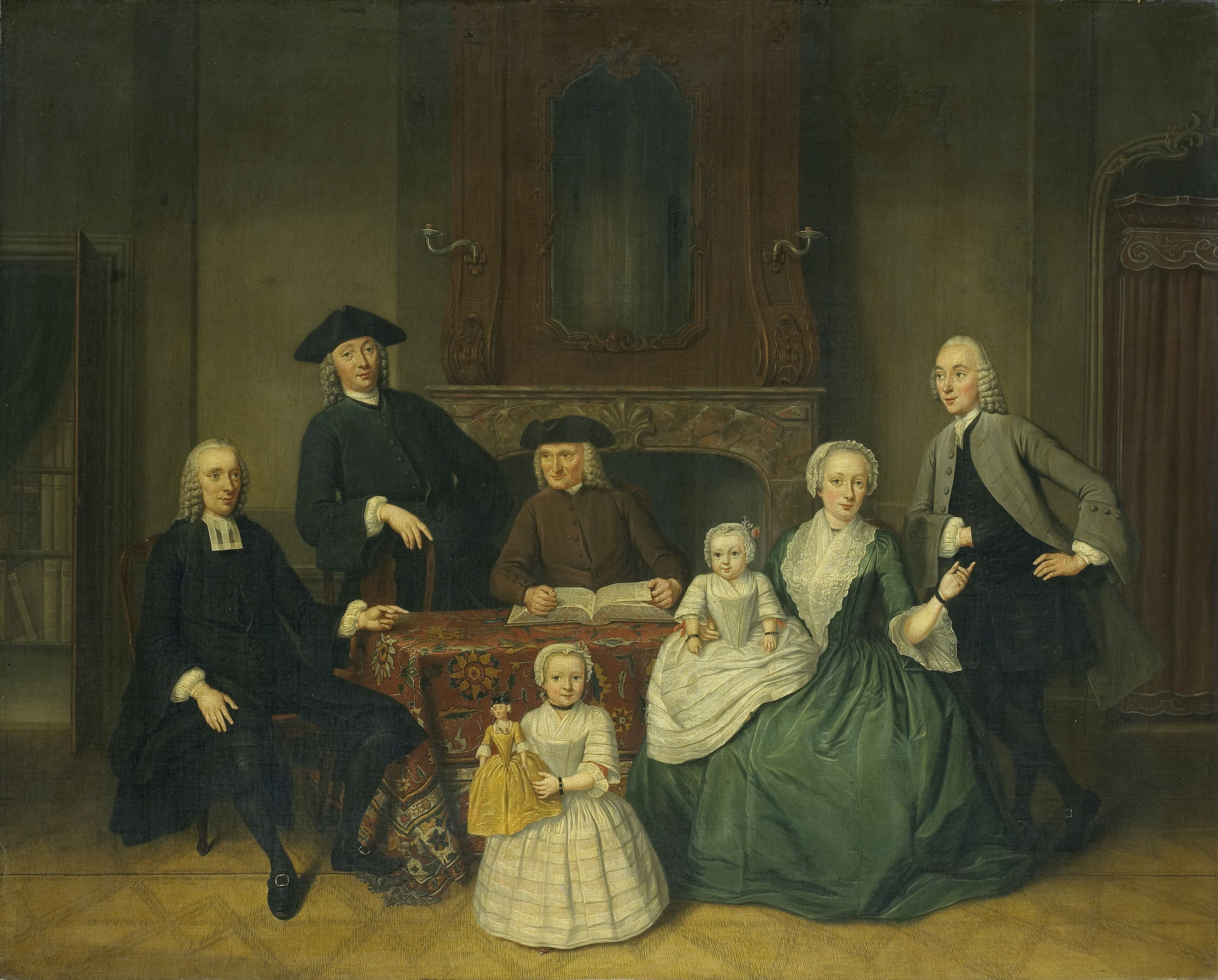
Kleines Mädchen mit seiner Puppe in Tibout Regters: Porträt des Pastors Jan Brak und seiner Familie, 1752

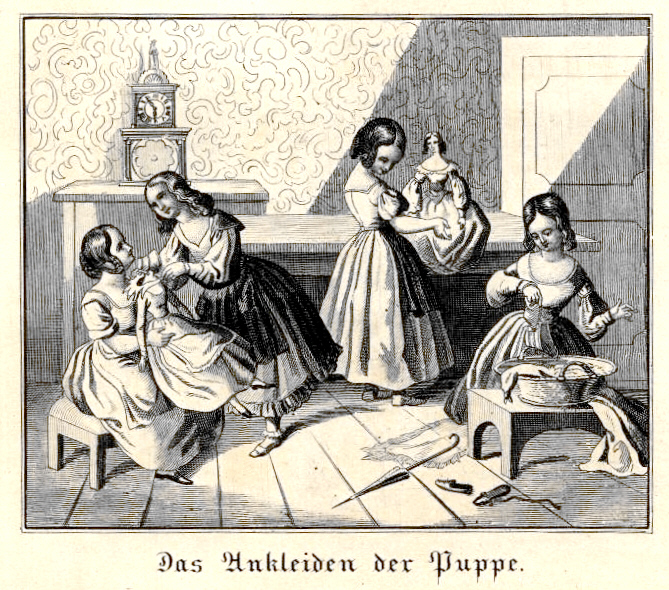
Das Ankleiden der Puppe, 1844

Eine Puppe (von latein pupa, „kleines Mädchen“) ist eine figürliche Nachbildung eines Menschen oder menschenähnlichen Wesens. Puppen gehören zu den ältesten und häufigsten Spielzeugen (auch Gebrauchsgegenständen), sind aber auch als Sammelobjekt und Souvenir beliebt, vor allem Künstlerpuppen. In manchen Kulturen haben Puppen auch magische und religiöse Bedeutung. Puppen sind seit der Frühzeit der Menschheit in allen Kulturen in den unterschiedlichsten Materialien und Formen anzutreffen. Heute variiert ihre Größe meist von wenigen Zentimetern (z. B. für Puppenhäuser und Puppenstuben) bis zu Puppen in Lebensgröße (z. B. Säuglingspuppen), vgl. auch Marionette.
Figürliche Menschendarstellungen der Bildhauerei, die zu künstlerischen, repräsentativen oder dekorativen Zwecken ohne Bezug zu Spiel oder Religion gefertigt wurden (etwa Statuen oder Büsten), werden gemeinhin nicht zu den Puppen gezählt.

## Historisches
Die Puppe gehört zu den frühesten Spielzeugen überhaupt, wobei das Spiel mit dem Gegenstand „Puppe“ selbst wahrscheinlich bedeutender ist als die qualitative Ausführung des Gegenstandes. Kinder nutzen jeden ähnlichen Gegenstand (Stöcke, Wurzeln, Steine …), um die Bemutterung nachzuahmen. Dieses Verhalten gehört zum menschlichen Verhaltensrepertoire. Selbst bei jungen weiblichen Schimpansen wurde dieses beobachtet. So werden in Kindergräbern der Jungsteinzeit gefundene Figuren aus Ton und anderen Materialien als Spielpuppen gedeutet. Viele der frühesten Puppen waren wohl zunächst keine Spielobjekte. Sie dienten verschiedenen kultischen Zwecken (Kultobjekt) und hatten magische und religiöse Bedeutung.
Frühe Puppen bestanden aus allem, was die Umwelt bot. Je nach klimatischen Bedingungen und Alter sind Puppen erhalten geblieben, die vor allem aus Ton, Holz, Kuhfladen, Pflanzenfasern, Stoff oder Bronze bestanden. Im antiken China wurden Puppen aus Stroh gefertigt und als Abgötter oder Fetische verwendet. Ab dem 8. Jahrhundert v. Chr. wurden Puppen als Heilpuppen verwendet.
Aus der Zeit vom späten Mittelalter bis zur Neuzeit sind Puppen aus weniger vergänglichen Materialien erhalten geblieben, so aus Terrakotta und Alabaster oder Wachs. Im Lauf der Zeit kamen immer mehr Ausstattungen hinzu: Puppenkleidchen, Hosen für männliche Puppen, Puppenhäuser und -stuben mit Einrichtung und im 20. Jahrhundert Puppenautos und -motorräder. Größere Puppen (etwa in Größe eines Babys) werden oft in Puppenwagen herumgefahren, bekocht, schlafen gelegt etc.
Im 15. Jahrhundert gewann die gewerbliche Herstellung an Bedeutung. In Nürnberg tauchen die ersten Dockenmacher auf (Docke zunächst ein Synonym für Spielzeug, später für Puppe.) Etwa zur selben Zeit oder wenig später breitete sich die Spielwaren- und Puppenproduktion nach Sonneberg aus. 1815 ist im thüringischen Waltershausen eine frühe Puppenproduktion nachgewiesen (in Sonneberg schon im 17. Jahrhundert). Insgesamt stellten allein in Waltershausen bis 2003 etwa 50 Produzenten Puppen, Puppenmöbel, Spielzeug, Zubehör und Verpackungen her. Darunter waren neben Kleinbetrieben so bedeutende Unternehmen wie die Puppenfabriken von Johann Daniel Kestner jun., Heinrich Handwerck, Max Handwerck, Kämmer & Reinhardt, König & Wernicke, Bruno Schmidt, Otto Gans, Seyfarth & Reinhardt. Waltershausen exportierte in über 30 Länder der Erde, die Führungsrolle seiner Puppenindustrie war in Deutschland unumstritten.

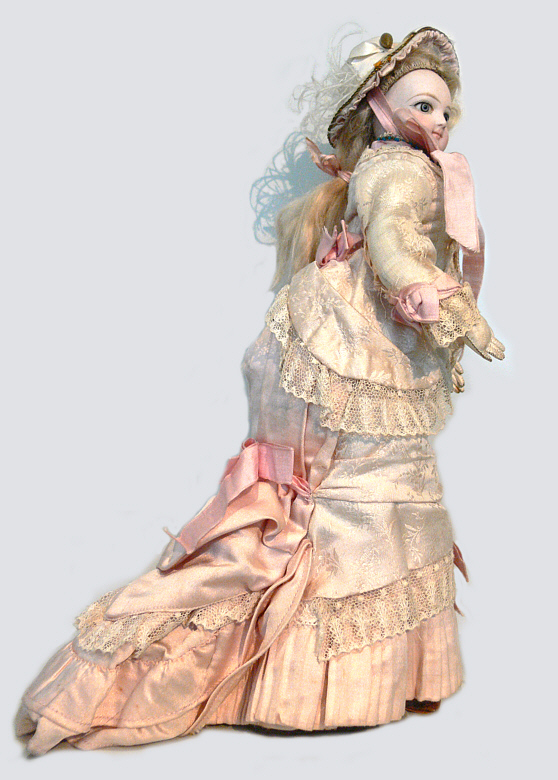
Modepuppe mit Promenadenkleid, Frankreich um 1870

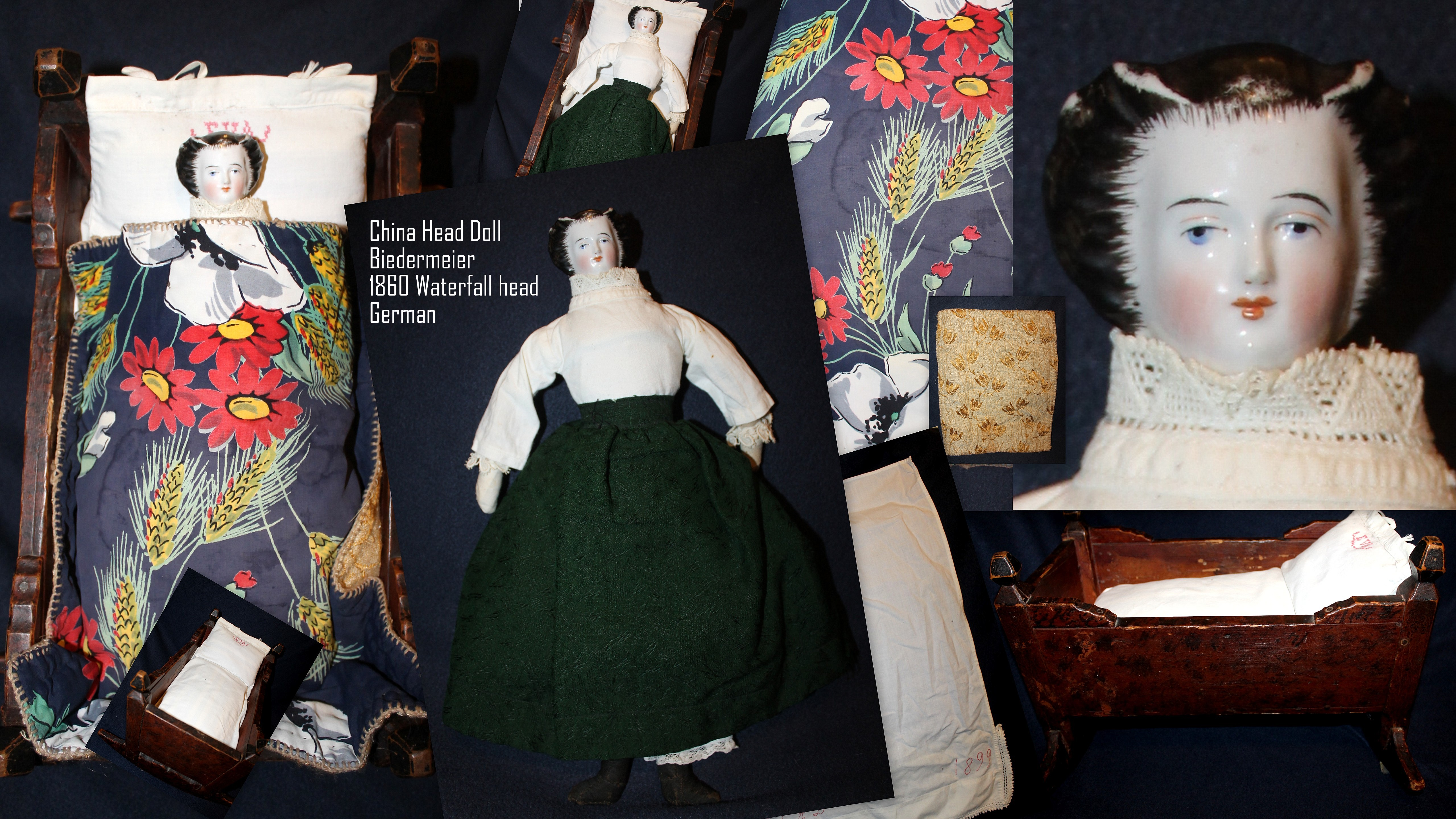
Biedermeierpuppe mit Porzellankopf

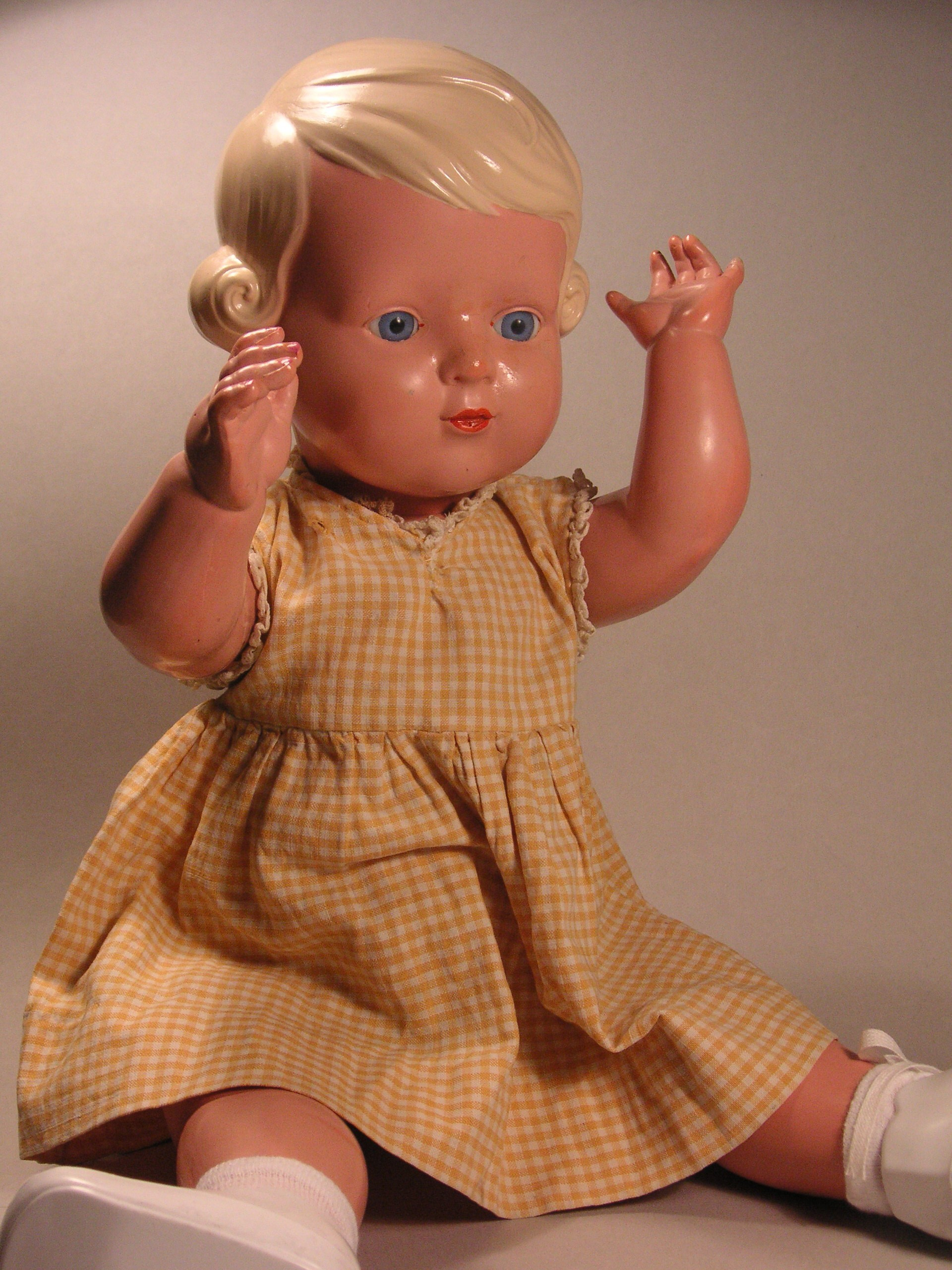
Schildkröt-Puppe „Inge“, ca. 1950

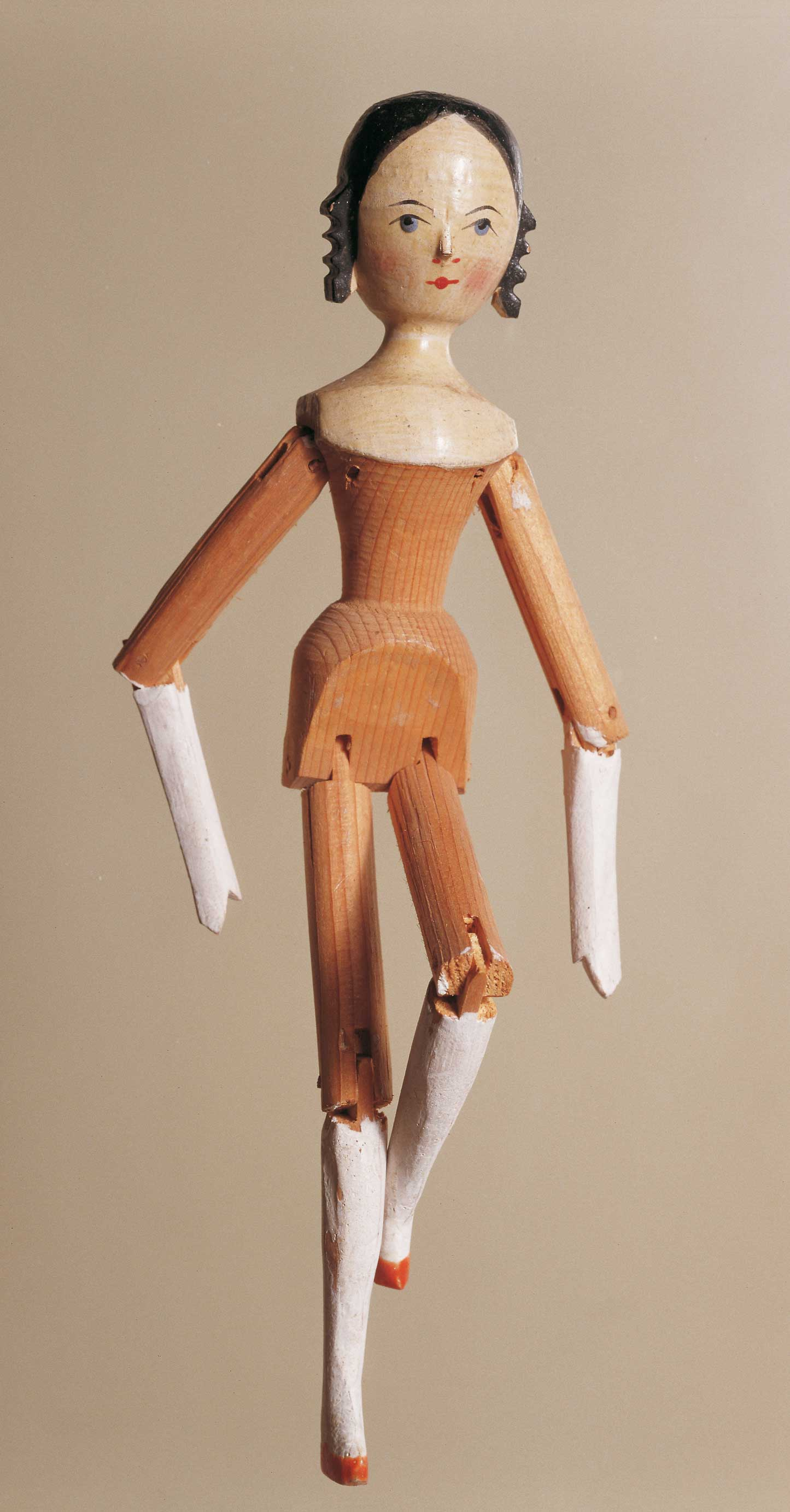
Gedrechselte Gliederpuppe aus Gröden

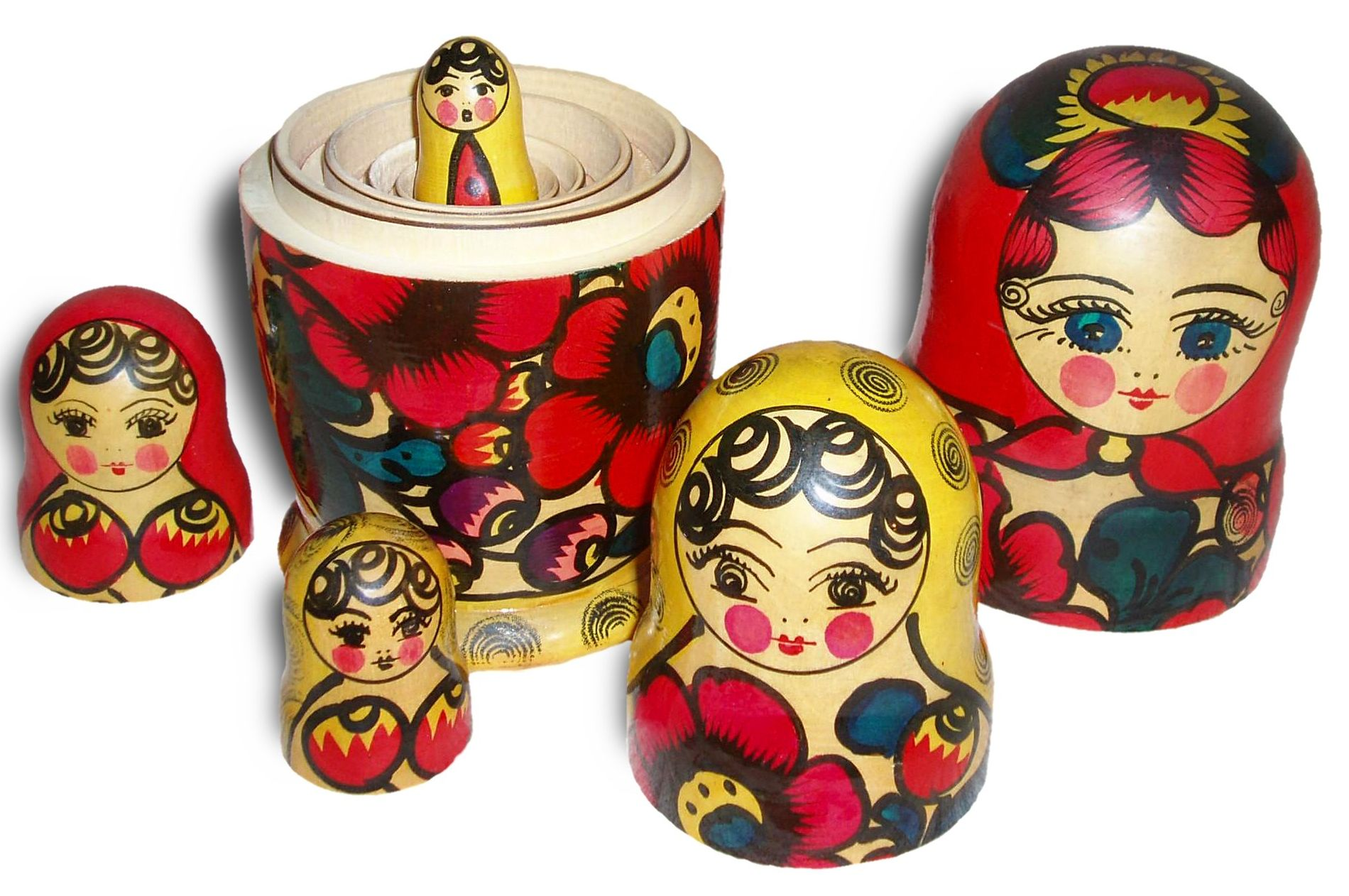
Matrjoschka

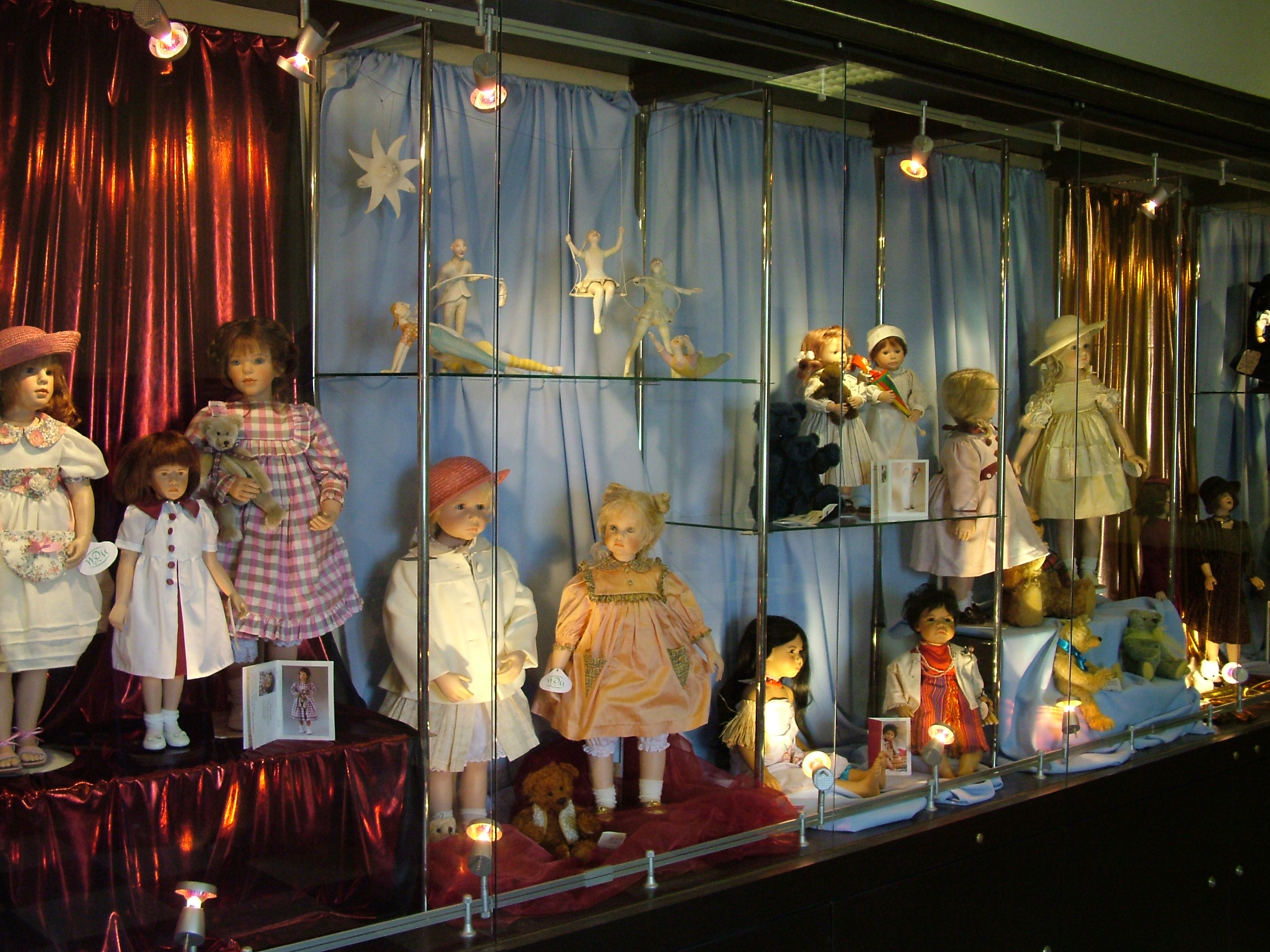
Waltershäuser Künstlerpuppen auf einer Ausstellung in Budapest (2006)

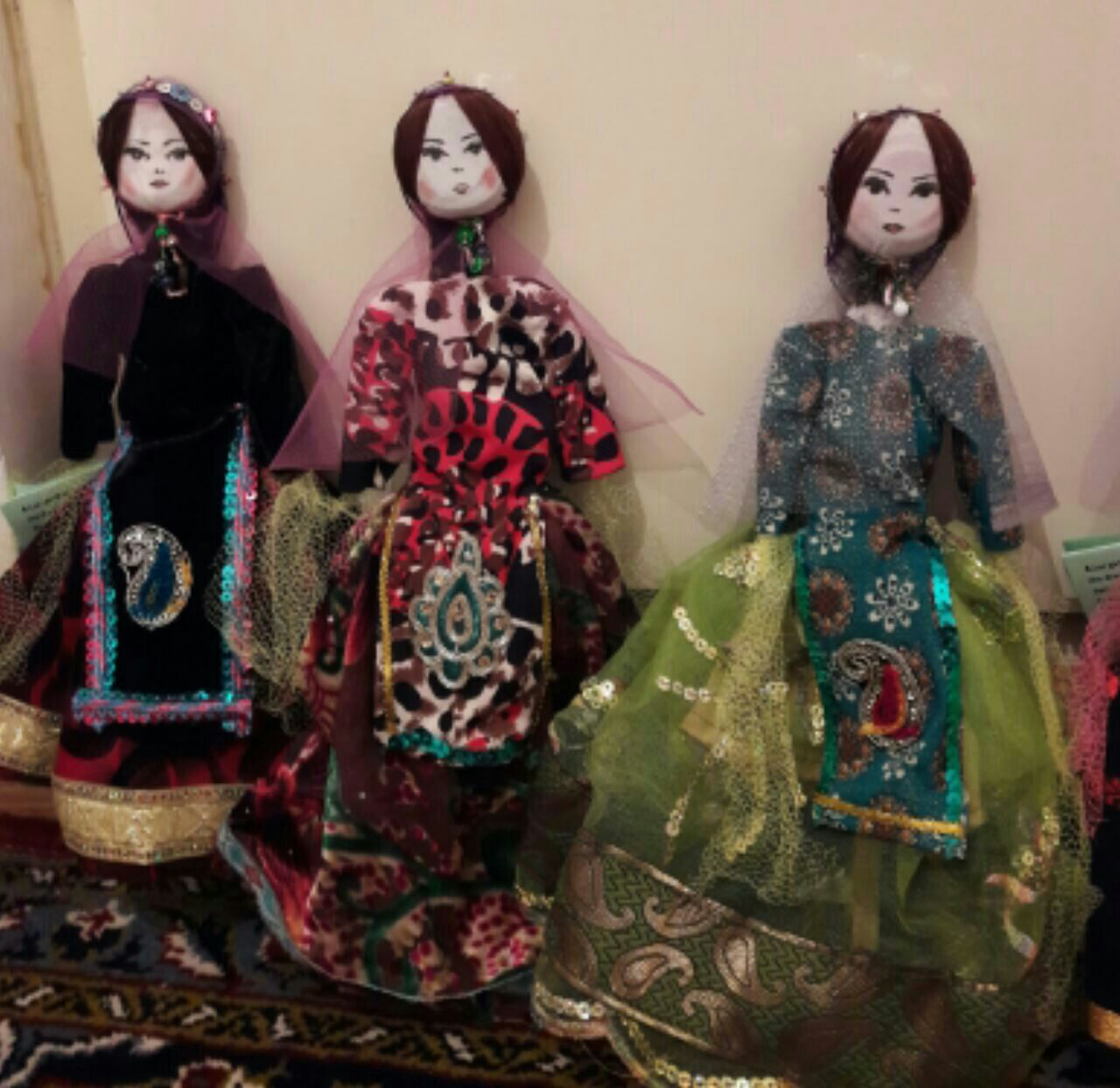
Layli Puppen aus Mamasani, Iran

In Westeuropa dominierte im 19. Jahrhundert neben Sonneberg (z. B.: F. M. Schilling) und Waltershausen die französische Puppenproduktion, die in Konkurrenz zu ihren deutschen Nachbarn stand. Neuerungen in der Puppenproduktion des 19. Jahrhunderts waren die Einführung von Drechselmaschinen, Pappmaché; Porzellanköpfen, die ersten Babypuppen, der Einsatz von Gummi für Puppenkörper, Kugelgelenke als Verbindung der Glieder und das Celluloid, aus dem Köpfe, aber auch ganze Puppen hergestellt wurden.
Die Firma „Schildkröt-Puppen“, vormals „Rheinische Gummi- und Celluloidfabrik“, wurde 1873 in Mannheim gegründet. 1896 wurde die erste Puppe aus dem damals neuen Material Celluloid produziert. Sie war dadurch bruchfest, abwaschbar, farbecht und hygienisch. Das Warenzeichen, die „Schildkröte“, wurde im Kaiserlichen Patentamt in Berlin eingetragen. Schildkröt ist einer der seltenen Puppenhersteller, der von 1896 bis heute durchgehend Puppen produziert.
Etwa 1908/1909 begannen Künstler – beispielsweise Marion Gräfin Kaulitz oder Marie Marc-Schnür (1. Ehefrau von Franz Marc) – anspruchsvolle Puppen zu entwerfen und selbst herzustellen. Diese wurden unter ihrem Namen ausgestellt und verkauft, als sogenannte Künstlerpuppen. Die industrielle Antwort auf die Künstlerpuppenbewegung erfolgte bald: 1909 schuf die Puppenfabrik Kämmer & Reinhardt nach einem Entwurf des Berliner Bildhauers Arthur Lewin-Funcke die „Charakterpuppe“, die dem lebenden Vorbild eines Kleinkindes sehr ähnlich war.
Käthe Kruse sorgte ab 1908 für Aufsehen, indem sie Künstlerpuppen schuf, die zugleich den Ansprüchen der Spielpuppen gerecht wurden. Mit den pädagogischen Reformen des frühen 20. Jahrhunderts setzte eine Diskussion über die Gestalt der Puppen ein, die ihr Erscheinungsbild betraf und die das Aussehen der Puppen – als berührbare, verkleinerte Menschengestalten – bis heute beeinflusste. Die beiden Weltkriege unterbrachen die Blüte der Puppenindustrie, und nur langsam erholte sich dieser Industriezweig wieder. So auch in Thüringen und Franken, die noch immer wichtige Puppen- und Spielzeugstandorte waren. Die industriellen Umbrüche des ausgehenden 20. Jahrhunderts und die voranschreitende Globalisierung führten zum rapiden Rückgang der Puppenproduktion in diesen Regionen. So werden z. B. in Waltershausen seit 2003 keine Puppen mehr gewerblich hergestellt.

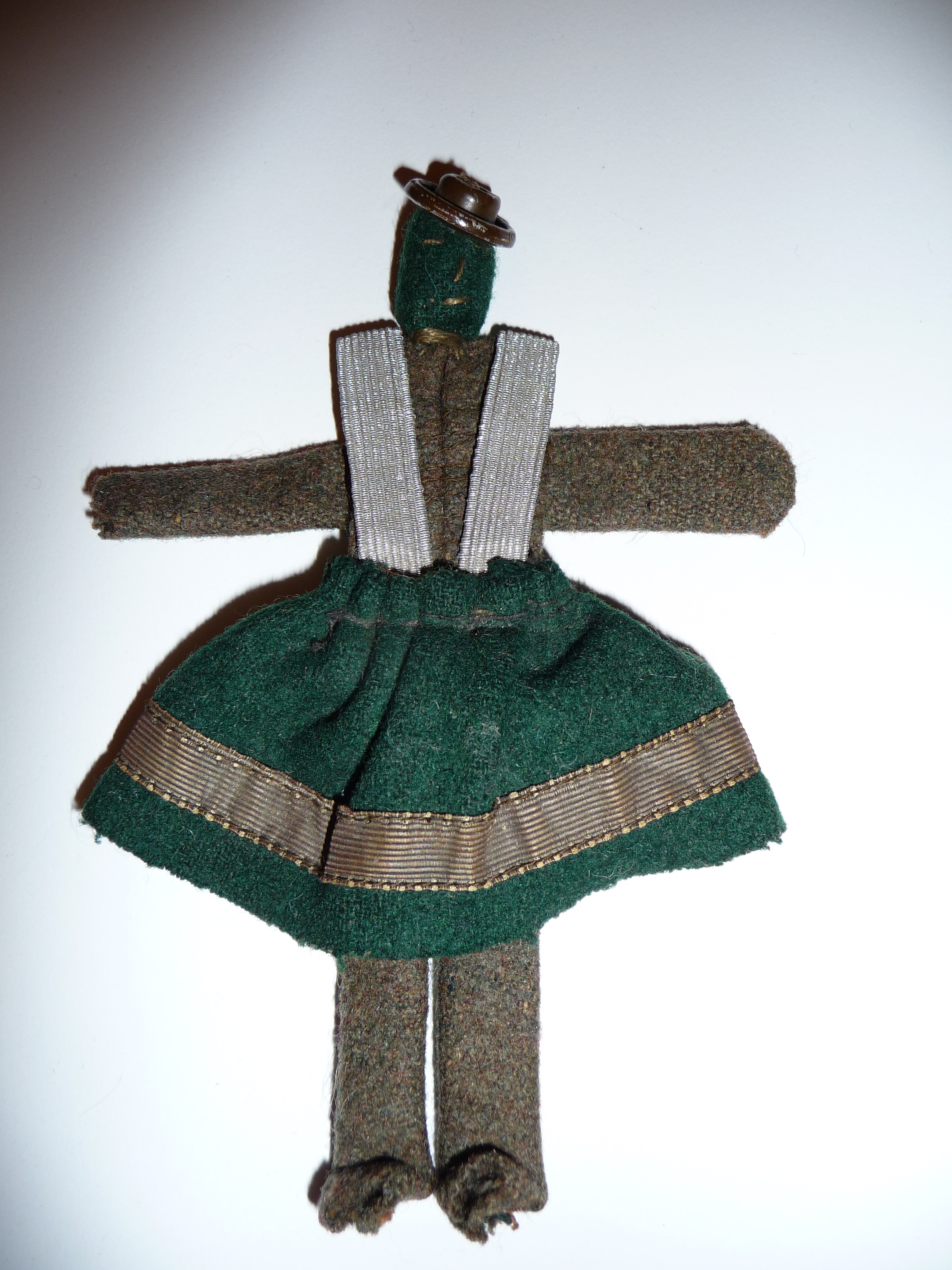
Die Puppe wurde 1945 in Deutschland von Hand gefertigt. Besonders in Notzeiten benutzte man unterschiedlichste Materialien. Bei diesem Unikat wurden unterschiedliche Stoffteile einer Wehrmachtsuniform, so auch die Silberstreifen des Kragenspiegels „recycelt“.

Die Bedeutung der Puppen als Kunstobjekte hat seit den 1980er Jahren zugenommen. So fand im Herbst 1977 der erste Puppenkongress Deutschlands in Tecklenburg statt. Die Vereinigten Staaten von Amerika, Frankreich, Deutschland, die Niederlande, Russland, Kroatien, das Vereinigte Königreich und andere weisen hier interessante Entwicklungen auf und haben in den letzten 30 Jahren einige Puppenkünstler hervorgebracht. Inzwischen gibt es Puppen-Zeitschriften, Wettbewerbe, Workshops und regelmäßige Ausstellungen sowie den Verband Europäischer Puppenkünstler (VeP).
Gleichzeitig entwickelten sich alte Puppen zu einem beliebten Sammelgebiet. Sie gelten als kostbare Antiquitäten, für die vor allem in den 1980er und 1990er Jahren hohe Preise gezahlt wurden. Mittlerweile sind die Preise insgesamt stark gesunken, seltene oder besonders ausgefallene Stücke in gutem Zustand sind aber weiterhin begehrt.

## Formen und Arten
Die Darstellung von Menschen in Puppenform reicht vom Säugling und Kleinkind (häufigste Form) über junge Erwachsene (Barbie) bis zu meist zu Sammlerzwecken dienenden Oma- und Opapuppen. Grundsätzlich gilt es zu unterscheiden zwischen manuell oder industriell gefertigten Puppen, die entweder als Kinderspielzeug oder aber als aufwendig gefertigte Sammlerobjekte der Dekoration dienen.
- Künstlerpuppen oder Kunstpuppen sind nach dem Entwurf eines mit Namen bekannten Künstlers gefertigt und nur als Unikate oder in geringer Auflage zu erwerben. Künstlerpuppen wurden zuerst 1908 im Kaufhaus Tietz in München ausgestellt. Berühmte Vertreter der Künstlerpuppenbewegung waren Marion Kaulitz, Käthe Kruse, Dora Petzold, Paul Klee und die Italienerin Elena Scavini (Lenci-Puppen). Den Weltrekord bei Puppenauktionen brach am 29. März 2014 ein Puppenjunge des Bildhauers und Puppenmachers Albert Marque. Die Auktion der 1915 geschaffenen Puppe bei Theriault’s erbrachte 300.000 US-Dollar.[6]
- Modepuppen stellen erwachsene Frauen (seltener Männer) dar, die mit verschiedenen Puppenkleidern und Puppenschuhen angezogen werden. Auf Gemälden sind auch historische Puppen dieser Art als Kinderspielzeug in begüterten Kreisen belegt, etwa auf einem Familienporträt des 18. Jahrhunderts von Tibout Regters. Eine der bekanntesten Puppen dieser Art ist die Barbie des Herstellers Mattel, die in der zweiten Hälfte des 20. Jahrhunderts weltweit zum Massenspielzeug wurde.
- Grödner Gliederpuppen sind aus Holz gedrechselt und wurden als Massenprodukt in Gröden hauptsächlich im 19. Jahrhundert hergestellt. Ihren Namen Dutch Dolls – „holländische Puppen“ – hatten sie vermutlich, weil England sie über die Niederlande importierte. Wegen ihres niedrigen Preises wurden sie auch Penny dolls genannt. Sie wurden in verschiedenen Größen, von 1,3 cm kleinen bis zu 62,4 cm großen, hergestellt. Im Museum Gherdëina ist eine umfangreiche Sammlung solcher Puppen ausgestellt.
- Die Matrjoschka, auch russische Puppe oder Babuschka, ist ein Satz von ineinander verschachtelten, ausgehöhlten Holzpuppen, in die immer wieder kleinere Figuren passen.
- Der Golliwog, ein schwarzer Gnom, stellt eine Figur aus dem gleichnamigen, 1895 erschienenen Kinderbuch von Florence Upton dar. Die einst sehr beliebte, auf die Tradition der Minstrel Shows anspielende Figur kam im späten 20. Jahrhundert außer Mode.
- Das Monchhichi ist eine Mischung aus Stofftier und Kinderpuppe, die ab den 1970er Jahren weltweit populär wurde.
- Sprechende Puppen: Damit Puppen auch „sprechen“ können, wurde ein kleines Abspielgerät eingebaut, bei einigen Modellen konnten die Schallplatten ausgetauscht werden.
- Trinkende Puppen konnten durch eine Öffnung im Mund mit Flüssigkeit gefüttert werden.
- Rebornpuppen (engl. wiedergeboren): Um einfache Vinylpuppen „echter“ erscheinen zu lassen, werden die Vinylteile neu eingefärbt und die Puppe mit in der Regel hochwertigeren Materialien wie Perücken, Glasaugen und Wimpern überarbeitet.
- Rupfenpuppen: Aus einfachen Materialien hergestellte Puppen, die sich besonders für die Manufaktur eignen.
- Layli (lurische Puppe) ist eine schwingende Tanzpuppe, die im lurischen Volk des Iran beliebt ist.[7][8] Layli ist das Symbol des Geliebten, der geistig schön ist.[9] Layli repräsentiert und unterhält eine kulturelle Tradition, die allmählich im urbanen Leben verschwindet. Nach den islamischen Regeln ist der Akt des Tanzens in der Öffentlichkeit vor allem für Frauen ein Tabu. Aber Puppen wie Layli haben freie und unabhängige Identitäten und sind in der Lage zu tun, was für die wirkliche Person nicht möglich ist.[10]

## Herstellung
Künstler stellen ihre Puppen wie Skulpturen oder Plastiken her und achten auf die Anatomie und den Ausdruck, jedoch mit dem Unterschied, dass Puppen in der Regel eine Haartracht und Kleider tragen.
Die Arbeitsschritte bei der Herstellung sind:
- Modellieren des Körpers mit einer Masse aus Ton oder Kunststoff
- Gipsform als Negativ
- Ausgießen mit Porzellanmasse
- Brennen
- Bemalen und Gestalten

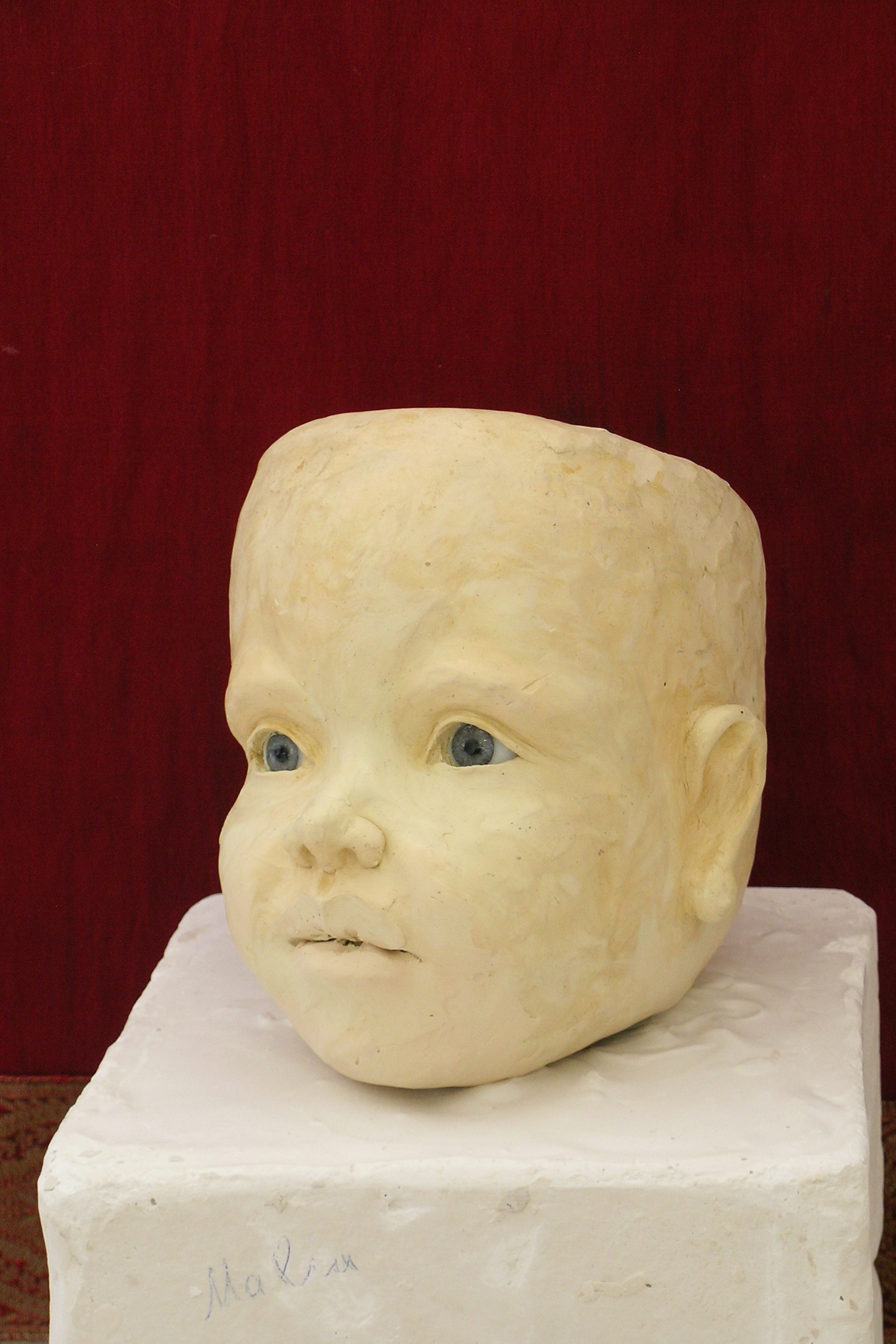
Modelliermasse
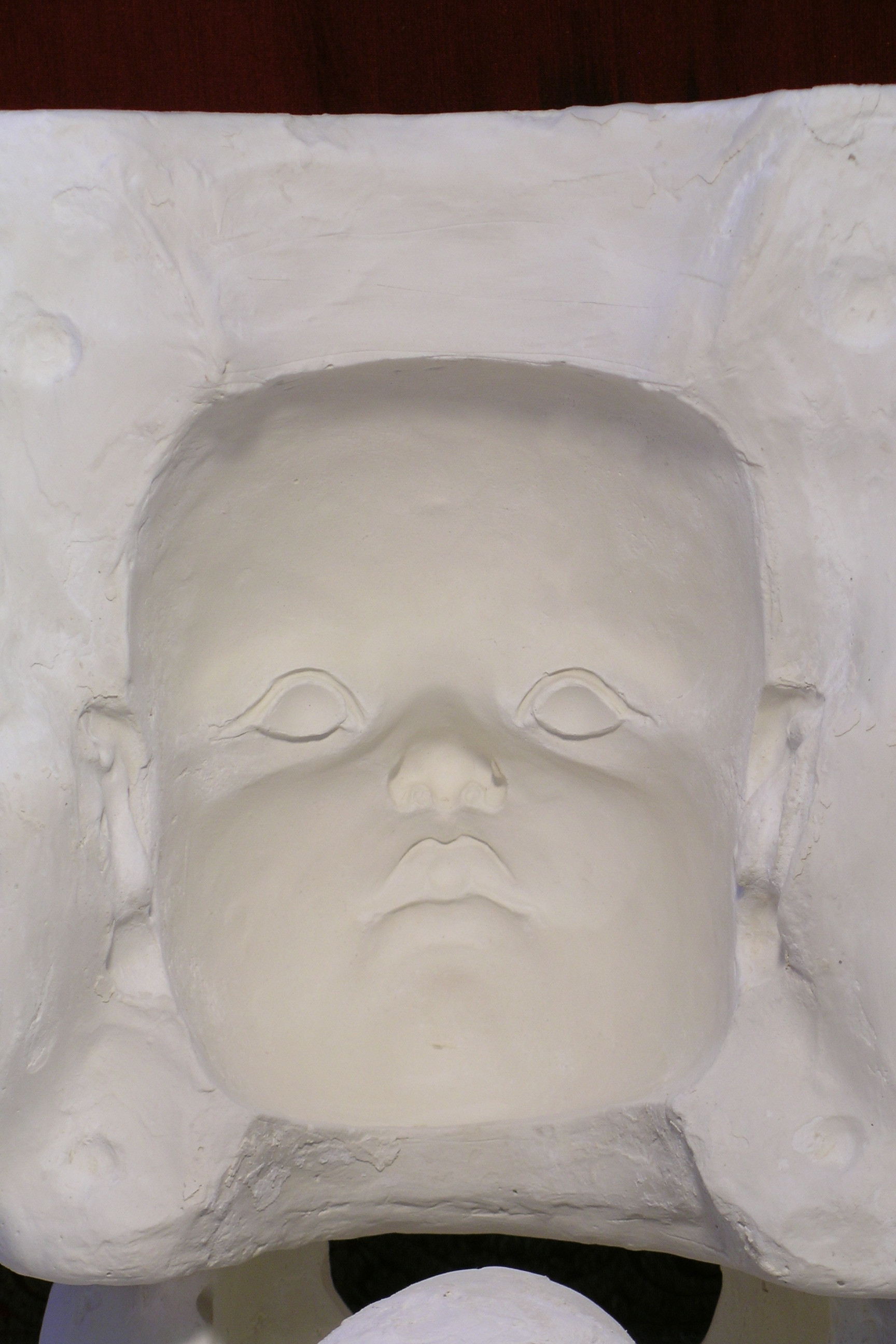
Gipsnegativ
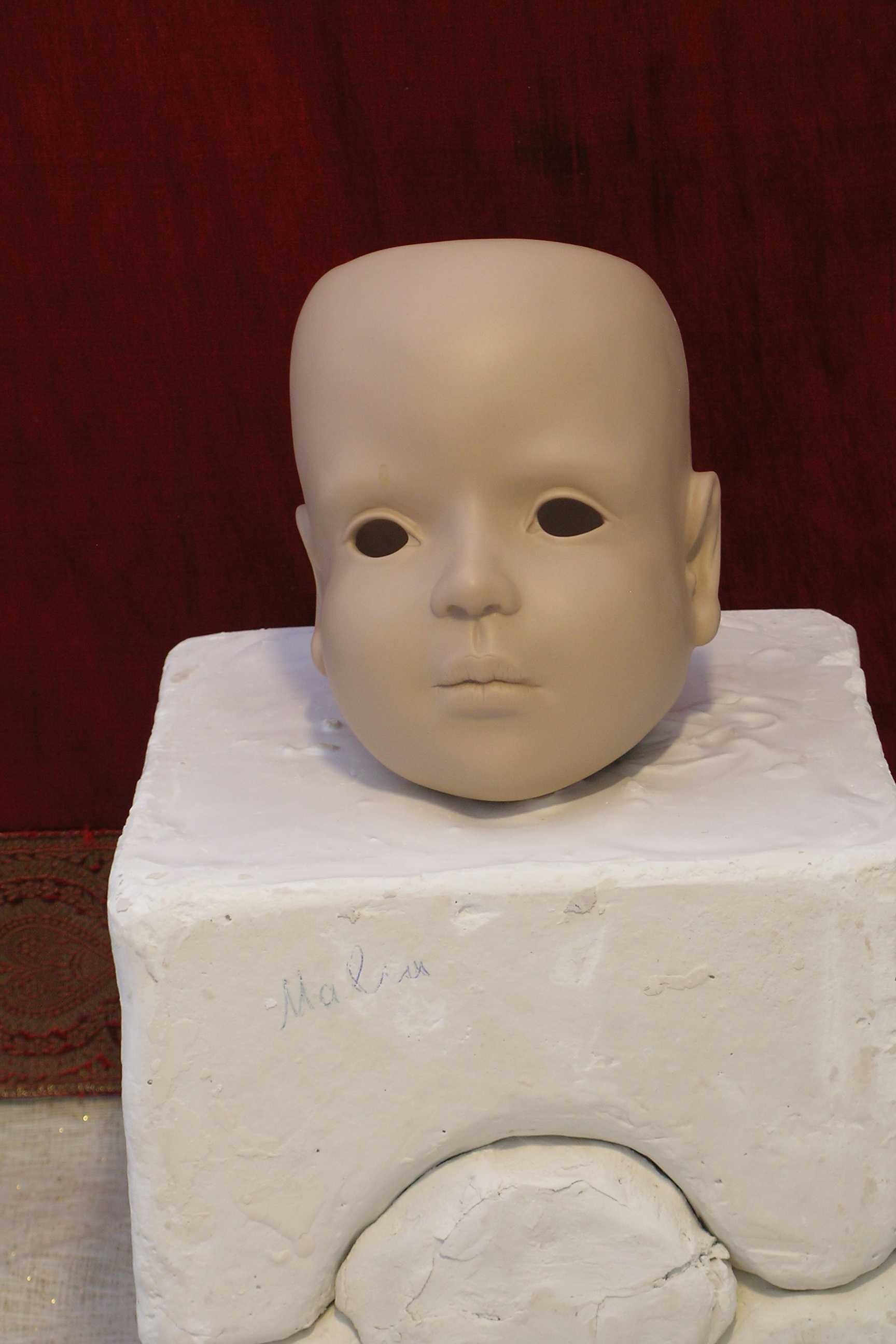
gebrannt
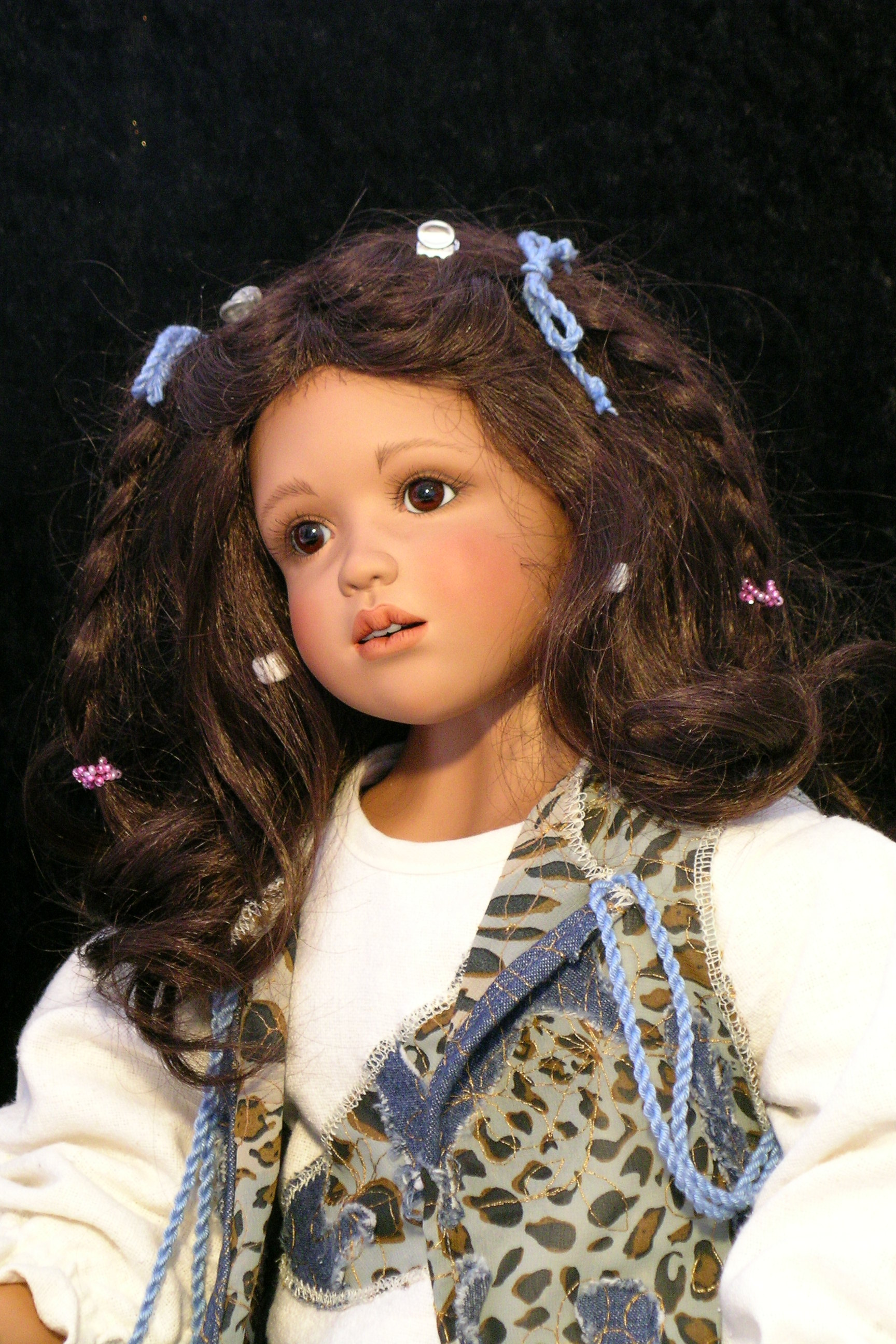
fertige Puppe

## Reparaturen
Das Reparieren einer Puppe, wie auch die Reinigung und Reparatur der Kleidung gehören zum Erhalt einer Puppe. Werkstätten, die sich darauf spezialisiert haben, werden meist als Puppendoktor oder Puppenklinik bezeichnet.

## Beispiele für Ausdruck und Stil von Künstlerpuppen
Die meisten Künstler sehen sich als Schöpfer von Kunstfiguren (verkleinerten, menschenähnlichen Wesen), die animieren und die auch – anders als Skulpturen – angefasst werden können (sollen).

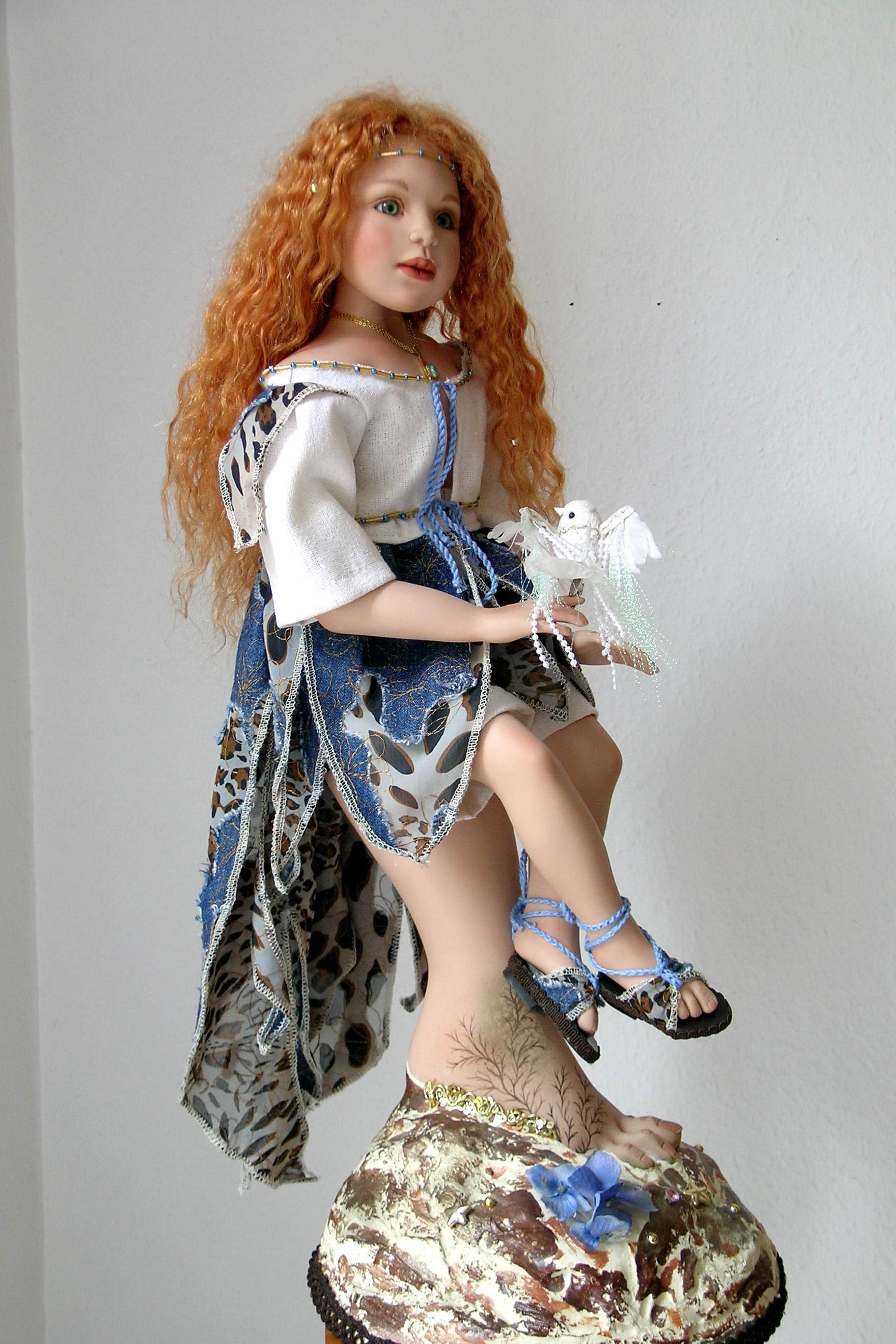
Margret
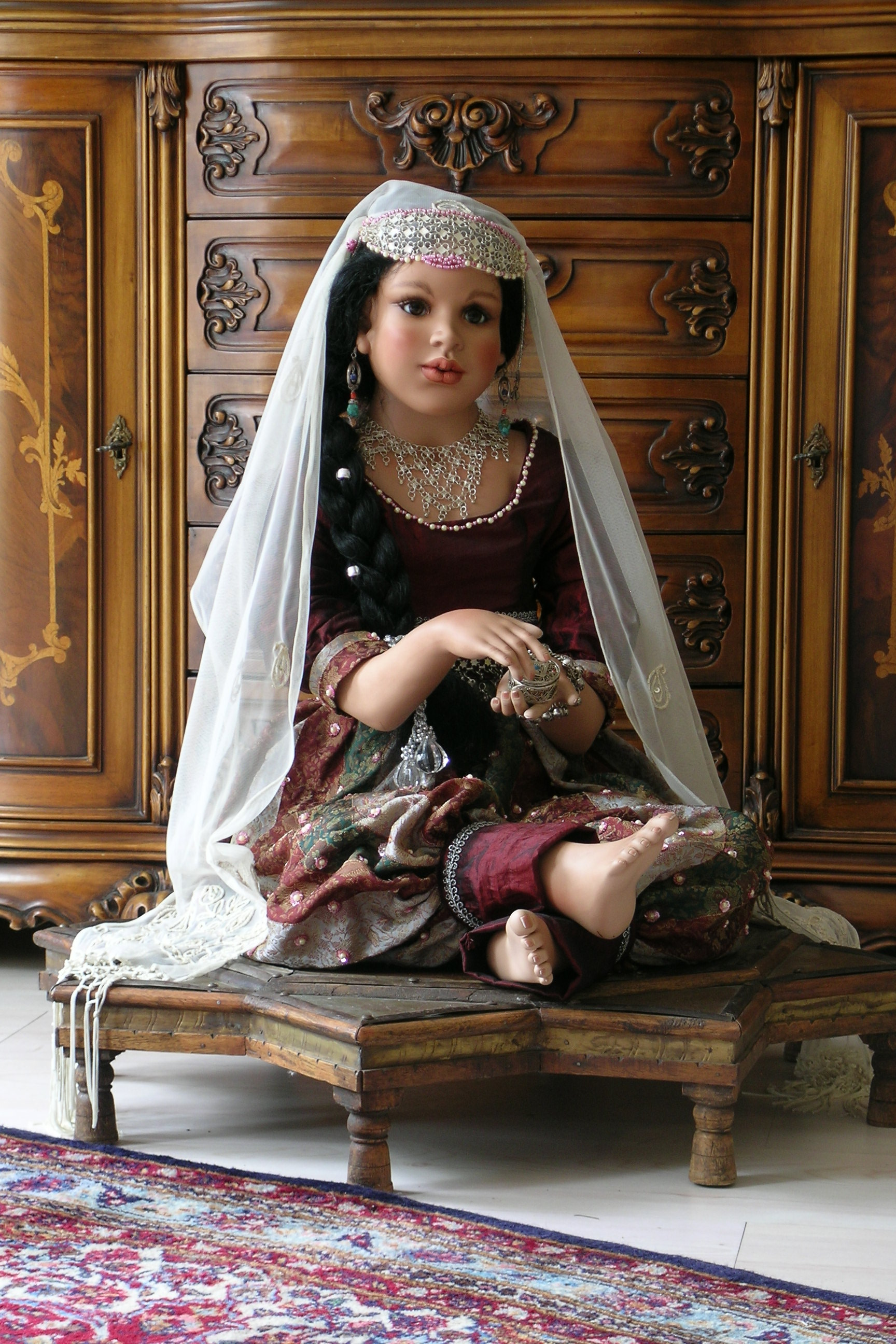
Suleika
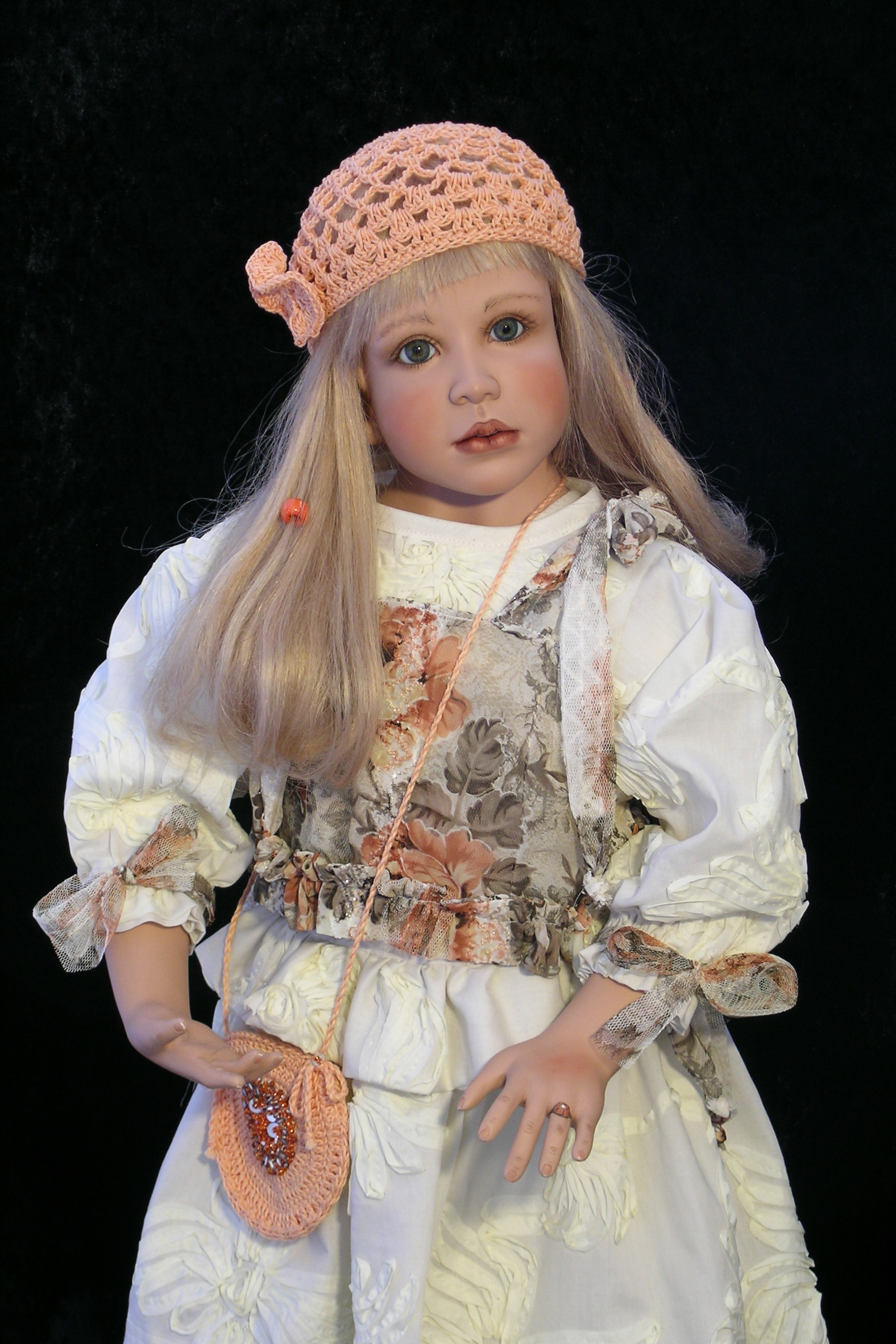
Göre
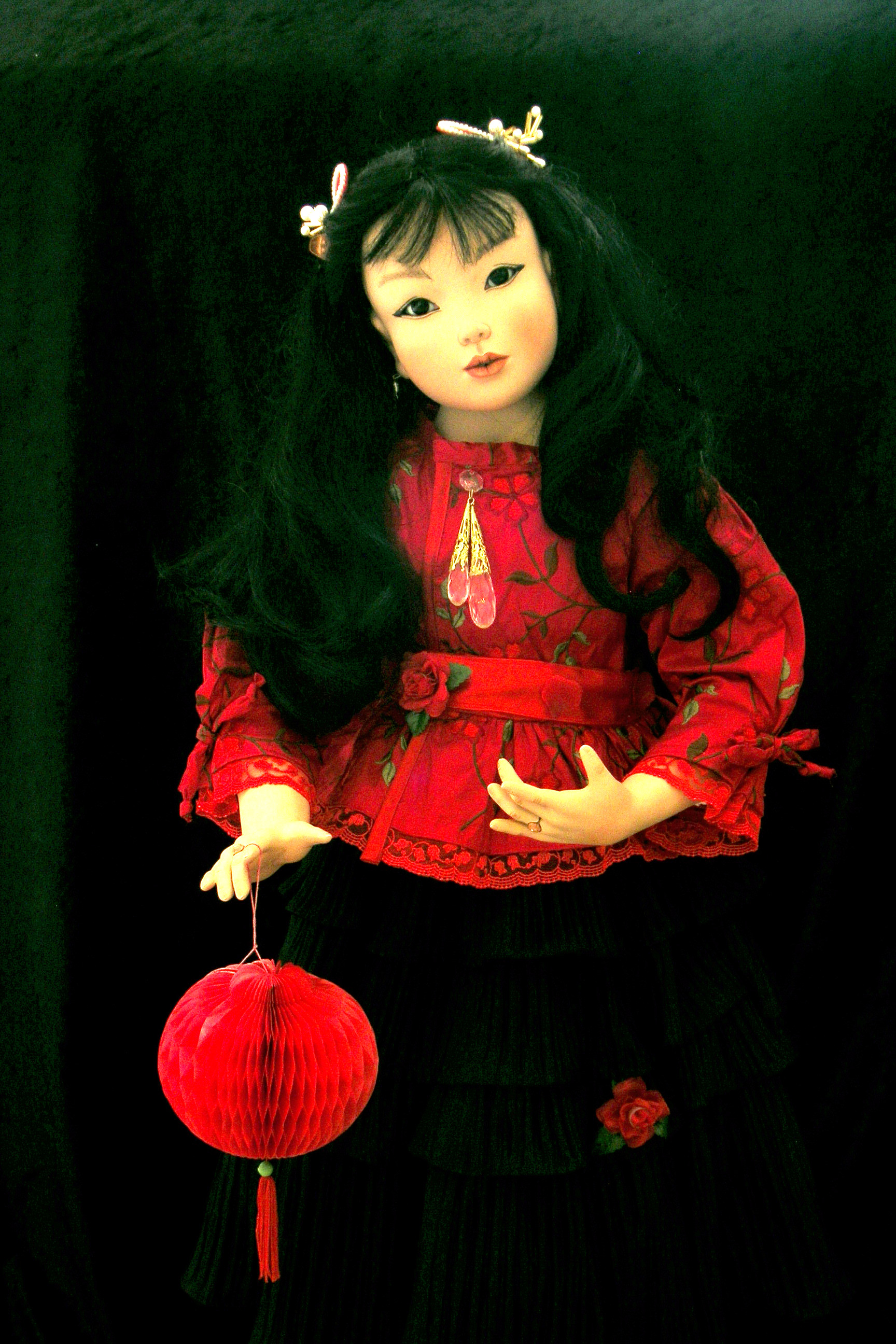
Chinesin
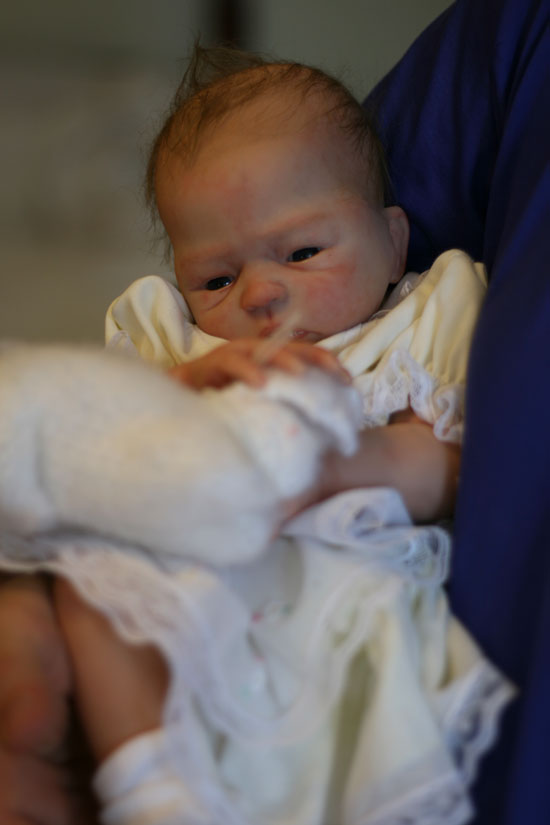
Realistische Säuglingspuppe

## Sonstiges
Puppen und Masken erlauben den einfachen Menschen, zu sagen, was in der realen Situation unmöglich ist. In Persien  kritisierten die Menschen während der Qajar-Ära zum Beispiel die Politik und die sozialen Bedingungen von Ahmad Schah Kadschar durch Puppenspiel ohne Angst vor Strafe.

## Puppen in Kunst und Kultur
Puppen und Theaterpuppen erscheinen an bedeutsamer Stelle in vielen Kunstwerken. Ein Beispiel ist Pietro Mascagnis Oper Iris (1898), in der Puppen wie reale Personen mehrfach dazu beitragen, die Handlung voranzutreiben.